# Zlatica (rivière)
La Zlatica (en serbe cyrillique Златица, en roumain Aranca et en hongrois Aranka), est une rivière de Roumanie et de Serbie. Sa longueur est de 117 km. Elle coule dans le  Banat roumain et serbe elle est un affluent gauche de la Tisza.

## Géographie

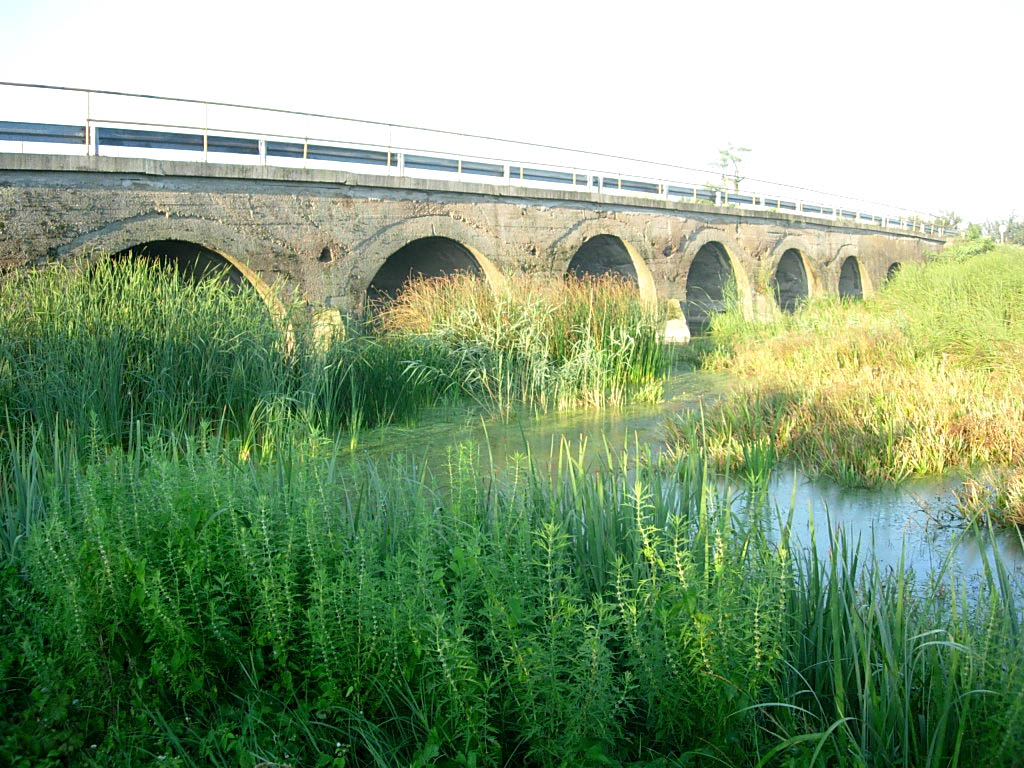
Pont sur la Zlatica près de Crna Bara.

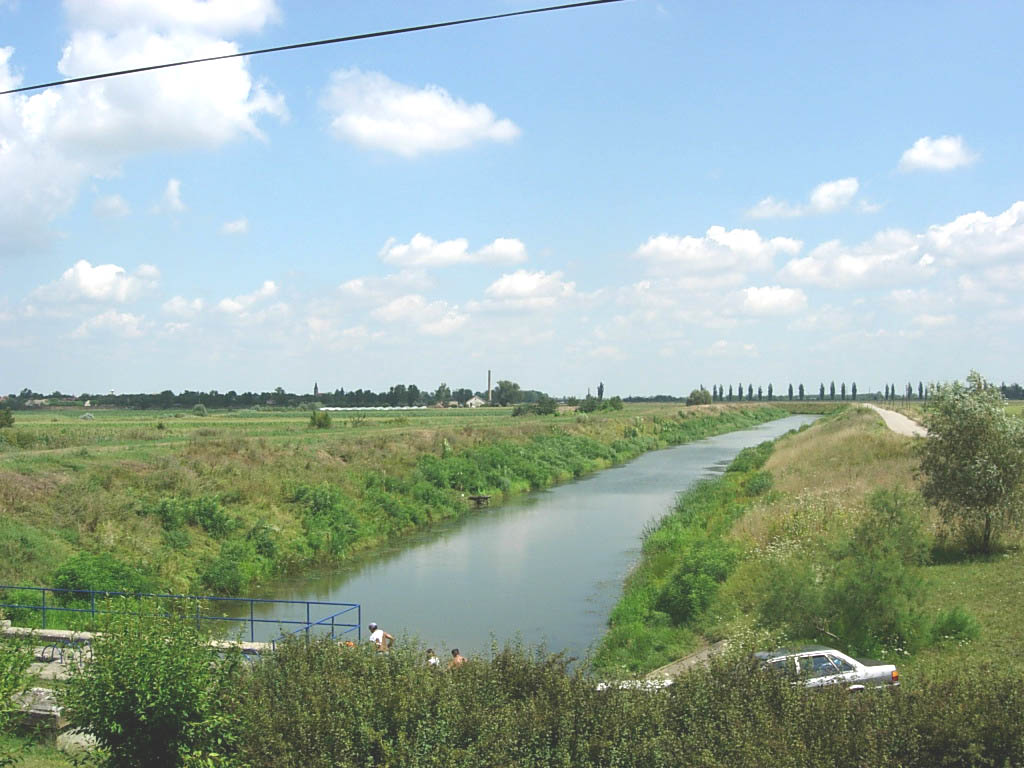
La Zlatica près de Padej.

L'Aranca (Zlatica) prend sa source en Roumanie, dans le nord du Banat, au sud-ouest de la ville d'Arad. Elle coule en direction de l'ouest, vers Sânpetru Mare, Saravale, Sînnicolau Mare, Beșenove Veche et Vălcan, où elle quitte la Roumanie après une course de 76 km. Elle entre en Serbie sous le nom de Zlatica. 
La rivière oblique vers le sud-ouest, reçoit sur sa droite le canal de Kikinda qui la relie au Canal Danube-Tisa-Danube. Elle coule vers Padej et se jette dans la Tisa à Ada. Près de la ville de Banatski Monoštor, la Zlatica reçoit sur sa droite son principal affluent, le Begej.
La Zlatica appartient au bassin de drainage de la Mer Noire. Son propre bassin couvre une superficie de 1 470 km² (790 km² en Roumanie, 680 km² en Serbie). Dans la partie inférieure de son cours, elle est canalisée, ce qui la rend navigable sur ses derniers 10 km ; elle permet également l'irrigation des terres arables de sa vallée. Près de Jazovo, les eaux de la Zlatica sont utilisées pour former l'étang d'Ostojićevo. Le marais de Celeruša est également situé à cet endroit. 
En roumain, en serbe et en hongrois, le nom de la rivière signifie « la rivière d'or ».